# Alanpiggen
Alanpiggen är en bergstopp i Antarktis. Den ligger i Östantarktis. Norge gör anspråk på området. Toppen på Alanpiggen är 2 086 meter över havet.
Terrängen runt Alanpiggen är kuperad åt sydost, men åt nordväst är den platt. Trakten är obefolkad. Det finns inga samhällen i närheten. 